# Katia (film 1938)
Katia è un film del 1938 diretto da Maurice Tourneur.
Il soggetto è tratto dal romanzo Princesse Mathe Bibesco di Marthe Bibesco, sotto lo pseudonimo di Lucile Decaux.
Nel 1959 ne è stato realizzato il remake Katia, regina senza corona, con protagonista Romy Schneider.

## Trama
1857. La principessa Ekaterina Michajlovna Dolgorukova, detta Katia, fa la conoscenza dello zar Alessandro II nella tenuta di famiglia. Due anni dopo, mentre si trova all'Istituto Smol'nyj per Nobili Fanciulle, la ragazza lo incontra nuovamente. In questa occasione lo zar decide di sfidare le convenienze e di portare Katia a fare un giro in slitta. L'uomo, conquistato dalla bellezza e dall'impertinenza della ragazza, se ne innamora e, qualche anno dopo, ne fa la sua amante. Tuttavia, per timore di uno scandalo, Katia è costretta a lasciare la Russia e a rifugiarsi a Parigi. I due successivamente si riuniscono quando Alessandro II viene invitato da Napoleone III nella capitale francese.
Una volta tornati in Russia, Katia e lo zar cominciano a frequentarsi assiduamente. Alessandro II non esita a mettere in pericolo la propria vita pur di vedere la ragazza. Infatti, nonostante il rischio di attentati, egli lascia il palazzo reale senza la protezione delle sue guardie del corpo. La zarina, di salute precaria e temendo per la vita del marito, chiede a Katia di diventare la sua damigella d'onore, trasferendosi così a palazzo e scongiurando ogni possibile pericolo. Lo zar, su influenza della ragazza, tenta di mettere in atto alcune riforme, in particolare la concessione di una costituzione. Dopo la morte della zarina, Alessandro sposa Katia, con il progetto di proclamarla Imperatrice. Tuttavia, alla vigilia della cerimonia, Alessandro cade vittima di un attentato e muore sul colpo. Il suo successore, Alessandro III, troncherà sul nascere i progetti del suo predecessore.

## Produzione
Nel 1937 viene proposta la realizzazione del film a Raymond Bernard. Il progetto vede già la presenza di Danielle Darrieux come protagonista e si basa su un adattamento di Henri Decoin, all'epoca marito dell'attrice. A settembre tuttavia la Darrieux parte per gli Stati Uniti senza aver girato alcuna scena e il suo ritorno in Francia viene più volte posticipato. Alla fine, Bernard decide di rinunciare per dedicarsi a L'adorabile sconosciuta (con Edwige Feuillère) e il film verrà realizzato da Maurice Tourneur nel 1938.

### Altri dati tecnici
- Assistente alla regia : Louis d'Hee
- Dialoghi : Jean-Jacques Bernard e Lucile Décaux
- Direttore artistico : Guy de Gastyne
- Scenario : Alexandre Arnstam e Guy de Gastyne
- Suono : Paul Duvergé et Paul Planson
- Formato : bianco e nero — 35 mm — 1,37:1
- Genere : dramma storico

## Distribuzione
- -  19 ottobre 1938
  -  22 dicembre 1939